# حارة الدوح الغربية (المنصورة)
حارة الدوح الغربية هي إحدى حارات حي الثورة الواقع بمديرية المنصورة التابعة لمحافظة عدن، بلغ تعداد سكانها 4184 نسمة حسب تعداد اليمن لعام 2004.